# Croilia mossambica
Croilia mossambica là một loài cá thuộc họ Gobiidae. Nó được tìm thấy ở Mozambique và Nam Phi.
Loài này có phạm vi phân bố rất hạn chế và bị đe dọa bởi phát triển bờ biển, sự ô nhiễm và lắng bùn cửa sông do xói mòn đất ở trong nội địa.